# Miloš Kohout
Miloš Kohout (13. září 1929 Praha – 5. března 2007) byl český herec, moderátor a režisér.

## Filmografie

### Herec
- Každý den odvahu (televizní redaktor) – 1964
- Skřivánci na niti (kameraman) – 1969
- Proč? (fotbalový trenér) – 1987
- Kinobox – 1993
- Nebát se a nakrást (režisér) – 1999

### Režie
- Klíč – 1962

### Asistent režie
- Zkouška pokračuje – 1959
- Pochodně – 1960
- Spadla z měsíce – 1961
- Gustav Hilmar – 1961
- Dva z onoho světa – 1962
- Zlaté kapradí – 1963
- Limonádový Joe aneb Koňská opera – 1964
- Operace "Daybreak" – 1975
- Akumulátor I. – 1994

### Pomocná režie
- Každý den odvahu – 1964
- Třicet jedna ve stínu – 1965
- Bloudění – 1965
- Vrah skrývá tvář – 1966
- Rozmarné léto – 1967
- Hotel pro cizince – 1967
- Zločin v šantánu – 1968
- Skřivánci na niti – 1969
- Dlouhá bílá nit – 1970
- Petrolejové lampy – 1971
- Smrt si vybírá – 1972
- Morgiana – 1972
- Kdo hledá zlaté dno – 1974
- Sarajevský atentát – 1975
- Koncert pre pozostalých – 1976
- Jak se točí Rozmarýny – 1977
- Buldoci a třešně –1981